# Кубински соленодон
Кубинският соленодон (Solenodon cubanus) е вид бозайник от семейство Solenodontidae. Видът е застрашен от изчезване.

## Разпространение и местообитание
Разпространен е в Куба.